# コルナーレ
コルナーレ（イタリア語: Cornale）は、イタリア共和国ロンバルディア州パヴィーア県コルナーレ・エ・バスティーダにある分離集落（フラツィオーネ）。
かつては独立した自治体（コムーネ）であったが、2014年2月4日、バスティーダ・デ・ドッシと合併し、新自治体の一部となった。

## 地理

### 位置・広がり

#### 隣接コムーネ
コムーネとしてのコルナーレは、以下のコムーネと隣接していた。括弧内のALはアレッサンドリア県所属を示す。
- バスティーダ・デ・ドッシ
- カゼイ・ジェローラ
- イーゾラ・サンタントーニオ (AL)
- メッツァーナ・ビーリ